# شعب التبت
التبتيون هم شعب آسيوي موطنهم الأصلي بمنطقة التبت الواقعة غرب الصين حيث يعيش معظمهم هناك وتوجد أقلية نسبتها حوالي 5% تعيش في المهجر بكل من الهند وبوتان ونيبال والولايات المتحدة الأمريكية وكندا وأوروبا.
يدين التبتيون بالبوذية التبتية وأقلية منهم يدينون بديانة البون وهي إحدى فروع البوذية التبتية وفيها مزيج من الإحيائية والشامانية؛ وهناك أقلية مسلمة من قومية الكاش الذين يصنفون كتبتيين.

## تاريخ التبت
قبل التاريخ الميلادي نشأت صلة بين الجيل الأول لأبناء قومية التبت والمقيمين في هضبة تشينغهاي – التبت وأبناء قومية هان المقيمين في مناطق الصين الداخلية. وبعد سنوات طويلة تم توحيد القبائل التبتية في الهضبة تدريجيا وتشكلت أخيرا قومية التبت الحالية.
وفي القرن السابع الميلادي انتهى الوضع الانفصالي الذي دام أكثر من ثلاثمائة سنة في مناطق الصين الداخلية، وفي الوقت نفسه أسس الزعيم التبتي المشهور سونغزانقانبو أسرة توفان التبتية التي إتخذت مدينة لاسا عاصمة لها. وخلال حكمه على منطقة التبت نقل كثيرا من أساليب الإنتاج الزراعي الحديثة وأساليب الإدارة السياسية والفنون والثقافة من أسرة تانغ الامبراطورية الصينية حينذاك إلى التبت كما أقام علاقات ودية وثيقة مع حكام أسرة تانغ في المجالات السياسية والاقتصادية والثقافية وغيرها.
تم إدراج منطقة التبت ضمن خريطة الصين ابتداء من القرن الثالث عشر الميلادي. ومنذ ذلك الوقت ظلت هذه المنطقة خاضعة لحكم وإدارة الحكومة الصينية المركزية رغم تغير حكام الأسر الامبراطورية العديدة في الصين القديمة.
وبعد تأسيس أسرة تشينغ الامبراطورية الصينية في عام 1644 قام الحكام الصينيون بتعزيز حكمهم على منطقة التبت حيث وضعوا سلسلة من السياسات والقوانين الخاصة بإدارة شئون هذه المنطقة. وفي عام 1727 عيّنت الحكومة الصينية المركزية مبعوثا خاصا على مستوى وزير ومسئولا عن مراقبة أعمال الإدارة في منطقة التبت نيابة عن الحكومة المركزية.
بعد تأسيس جمهورية الصين الشعبية عام 1949 وضعت الحكومة الشعبية المركزية الصينية سياسة خاصة لتحرير منطقة التبت سلميا. وبعد تحرير المنطقة نظّمت الحكومة المركزية حملة الإصلاح الديمقراطي فيها، وأبطلت نظام العبيد الإقطاعي بناء على رغبة أبناء قومية التبت. الامر الذي حرّر ملايين من العباد التبتيين الذين حصلوا منذ ذلك الوقت على حريتهم الشخصية الكاملة، وأصبحوا سادة للتبت الجديدة بعد حكم اقطاعي بغيض، وبعد سنوات من التنمية تأسست في سبتمبر عام 1965 رسميا منطقة التبت الذاتية الحكم. [بحاجة لمصدر]